# Абу-Діс
Абу-Діс (араб. أبو ديس) — палестинське місто в мухафазі Єрусалим Палестинської Національної Адміністрації, що межує з Єрусалимом. За даними перепису палестинського Центрального статистичного Бюро (ПЦСБ), Абу-Діс мав населення 10 782 осіб в 2007 році.

## Історія
Абу-Діс знаходиться на давньому місці, в оточенні глибоких долин.  Були знайдені залишки стародавніх будівель, цистерн, виноградних пресів і печери, одна з колумбарієм. Кераміка з пізнього римського і візантійського періоду також виявилася.
Французький дослідник Віктор Герен думав, що Абу-Діс був ідентичний з біблейським Бахурімом, але це визначення не прийнято сьогодні.

### Османська епоха
Абу-Діс був одним з найгустонаселеніших сіл у Санджаку Єрусалим у 16 столітті, з населенням у кілька сотень. Пшениця і ячмень утворювали основу товарних культур, але вони були доповнені виноградом, оливками, плодовими деревами, бобами та продуктами з кіз і бджіл. Нащадки Саладіна жили в селі. Дорослі чоловіки села платили загалом 6,250 акче в щорічний податок, що було значно менше, ніж в інших селах того ж розміру в санджаку, таких як Бейт-Джала, Ейн-Карем та інші. Це може означати, що Абу-Діс був менш багатий, крім того, це може бути свідченням того, що в ньому було менше немусульман. У жовтні 1553 року Шейх Са'д аль-Дін аль-Шарафі аль-Малікі був призначений адміністратором вакфа села, але був замінений у 1554 році на Мухаммада аль-Фахурі на прохання трьох відомих селян, які скаржилися на каді з Єрусалиму. Він залишався на цій посаді до 1563 року. 1596 року Абу-Діс з'явився в Османських податкових регістрах як Нахіа Кудс. Він мав населення 80 мусульманських сімей, які платили в податок пшеницю, ячмінь, оливкові дерева, виноградники, фруктові дерева, кози та/або вулики.
У 1838 році Абу-Дис було відзначено, як Мусульманська село, частина району ель-Вадієх, розташованому на схід від Єрусалиму.
Коли Герен відвідав село в 1870 році, він зазначив будинки більші та вищі, ніж інші, що у місцевого шейха. Офіційний список Османських сілі приблизно того ж року показали, що Абу-Діс мав 52 будинки, а населення — 326, хоча у населення були включені тільки чоловіки.
В старій мечеті, відомій як Макам Салах ад-Дін, є могили з мармуровими плитами, з віршем написаний «елегантним насхом», датована 1878 роком.
У 1883 році Огляд Західної Палестини описав його як «село помірного розміру на видному місці, з глибокими западинами навколо нього. Водопостачання з цистерни. Печерні гробниці існують на Заході».
В кінці 19 століття, Шейх Абу-Діс, Рашид Арікат, пообіцяв гарантувати безпеку європейських туристів і паломників на подорож в Єрихон і річку Йордан. За даними  мандрівника 19-го століття, «єдиний шлях досягнення подорожею до Йорданії …(є) шляхом оплати статутної данини-грошей Шейху Абу-Діс. Ця людина має привілей отримувати близько шістнадцяти шилінгів з кожного мандрівника, який вирушає в Єрихон…Він пошле з людиною, можливо, його власного син разом з вами… одягненого в чудовий одяг, озброєний мечем і револьвером.»
У 1896 році населення Абу-Дісу становило близько 600 чоловік.

### Британська ера
У переписі, проведеному в 1922 році Британським мандатом, Абу-Діс мав населення 1,029, всі мусульмани, зі збільшенням за переписом 1931 до 1,297 осіб (всі мусульмани) в 272 будинках.
В 1945 році Абу-Діс мав населення 1,940 мусульман, маючи 27,896 дунамів землі. При цьому 4,981 дунамів були використані для господарства, а 158 дунамів були забудовані.
Між 1922 та 1947 року населення Абу-Дісу збільшилося на 110 %. місто зазнало значних збитків під час землетрусу у 1927 році. Всі будинки були пошкоджені, і кожна водойма була зламана. Оскільки Абу-Діс залежав від дощової води в цистернах для води, це викликало великі труднощі.

### 1948—1967
Згідно резолюції Генеральної Асамблеї ООН 194 в 1948 році, в Абу-Дісі повинна була стати самою східною частиною corpus separatum Єрусалиму. Однак після арабо–ізраїльської війни 1948 року, і після угод про перемир'я 1949 року, Абу-Діс потрапив під Йорданське правило.

### 1967-сьогодні

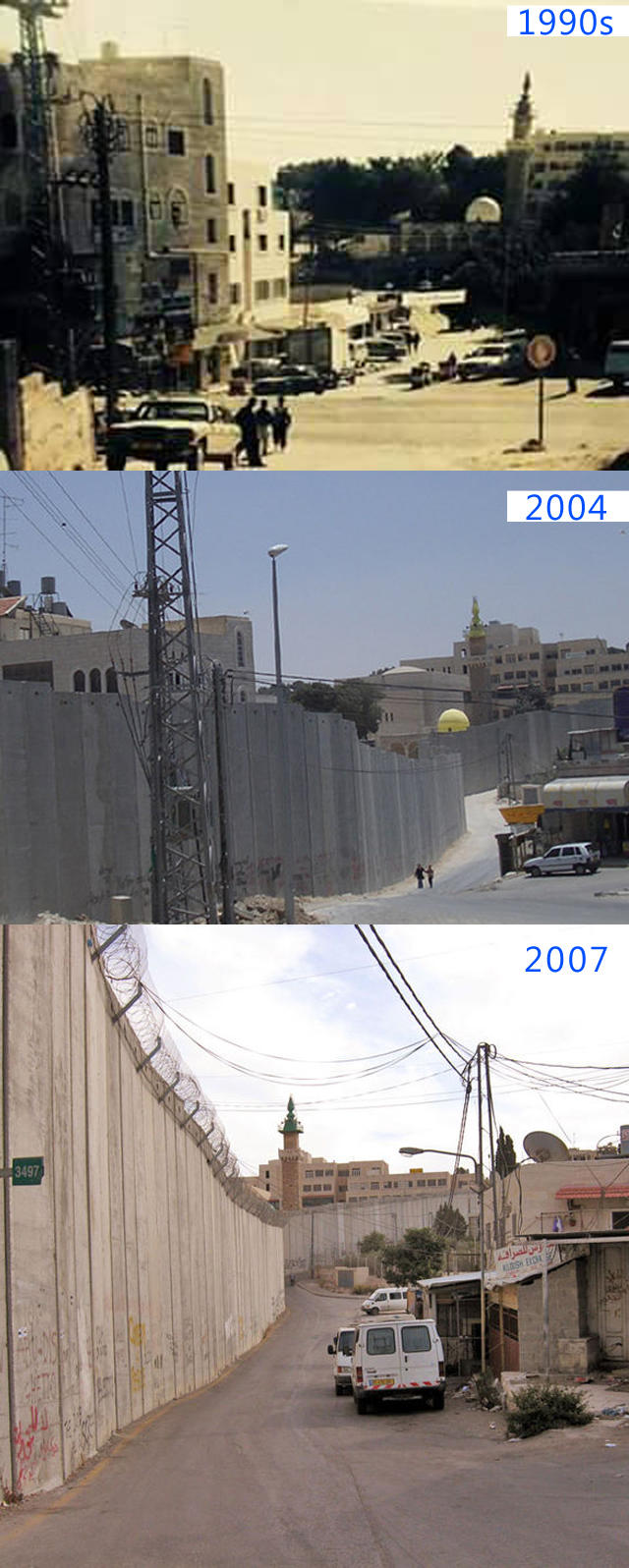
Ізраїльський розділовий бар'єр в Абу-Дісі, в 1990-ті роки (зверху) у 2004 році (в центрі) та 2007 року. Це частина муру, побудована Ізраїлем на Західному березі. Ця частина в Абу-Дисв, дуже близько до східної частини Єрусалиму, приблизно 2 км від мечеті Аль-Акса. Фото з ізраїльської сторони муру, зверненого на південь. Місцеві мешканці по обидві сторони бар'єру нині є переважно палестинцями.

Після шестиденної війни 1967 року, Абу-Діс знаходиться під ізраїльською окупацією. За переписом 1967 року населення складало 2,640. Після підписання тимчасової угоди по Західному берегу та сектору Газа (також знаний як Осло 2) в 1995 році, Абу-Діс став частина області, яка знаходиться під цивільною юрисдикцією Палестинської Національної Адміністрації, але за умови контролю сил безпеки Ізраїлю.
Більшість офісів Палестинської адміністрації у справах Єрусалиму знаходяться в місті. У 2000 році будівництво будівлі парламенту, щоб, можливо, у будинку палестинської Законодавчої Ради було запущене в Абу-Дісі, але проєкт так і не був закінчений.

## Бар'єр на західному березі і земельні суперечки

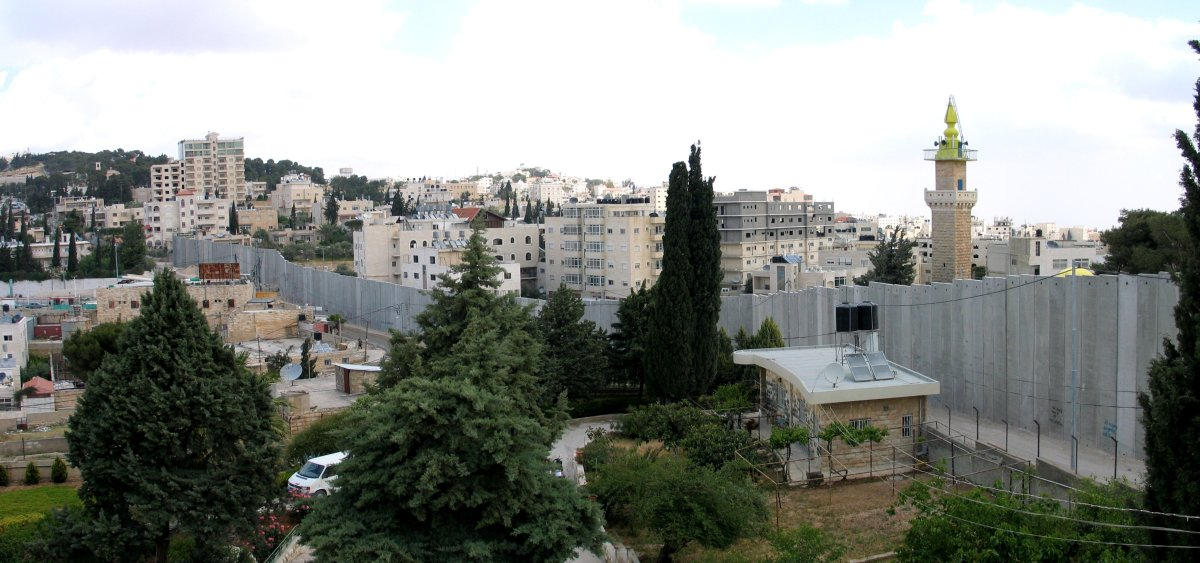
Ізраїльський роз'єднувальний мур, що відокремлює Абу-Діс від Єрусалима

13 січня 2004 року, Ізраїль почав будівництво ізраїльського роз'єднувального муру. Маршрут між Абу-Дісом і Єрусалимом (на схід від «зеленої лінії») ускладнили для жителів міста доступ до служб в Єрусалимі без дозволу. Бар'єр також розділив більше 6000 гектарів орних земель від загальної площі 28,332 дунамів. Організація Об'єднаних Націй з гуманітарних питань заявила, що бар'єр сильно ускладнює доступ до шкіл, лікарень і роботи. Ізраїль каже, що маршрут бар'єру визначається безпекою, а не з політичних міркувань.
Готель Cliff належить родині Айяд Абу-Діс знаходиться в центрі юридичної суперечки в судах Ізраїлю. Власники подали в суд, щоб зупинити експропріацію готелю, побудованого в середині 1950-х років. Справа стосується застосуванню Закону про майно відсутніх осіб, який дозволяє державі Ізраїль експропріювати власність на своїй території, коли власник живе в країні, яку Ізраїль розглядає як ворога. Верховний суд в лютому 2010 року був ще не в змозі вирішити, чи дія закону поширюється на власність в Східному Єрусалимі, що належать жителям палестинських територій. Уряд Норвегії підтримав сім'ю Айяд. книга про боротьбу господаря готелю і його дружини норвезького походження була опублікована в Норвегії в 2012 році.

## Міста-побратими
- Камден, районі Лондона в Сполученому Королівстві. Починаючи з 2005 року, багато жителів Камдена відвідали Абу-Діс та багато жителів Абу-Діса відвідали Камден.[36]
- Резе

## Відомі жителі
- Камель Арекат
- Саїб Ерекат
- Ахмед Куреї